# محمد إسماعيل (سياسي هندي)
محمد إسماعيل ساقبو (5 حزيران/يونيو 1896 - 5 نيسان/أبريل 1972) المعروف بقائد الملة أحد أعظم القادة المسلمين في الهند.

## عائلة
ولد في بيتاي، وهي بلدة تابعة لـ تيرونلفلي. اسم والده مياكون روثار. كان تاجرًا يبيع الملابس للعائلة المالكة لترافانكور وزعيم ديني مسلم (مولوي). فقد إسماعيل ساقيب والده في سن مبكرة. قامت الأم بتدريس الكتب العربية والدينية. اسم زوجته سامال كاميتابيفي. ابنه الوحيد كان سامال محمد مياخان.

## في الهند البريطانية
محمد إسماعيل ساقبو شارك في حركة المهاتما غاندي غير التعاونية دون الظهور في الامتحان العام وبدأ المشاركة في النضال من أجل الحرية الهندي. في عام 1906، بدأ نواب سليم ملا خان حزبًا يسمى رابطة عموم الهند الإسلامية للمسلمين في الهند. بعده، ساعد محمد علي شينا، الذي كان من أعظم قادة الرابطة الإسلامية، جناح وتقسيم الهند بشكل كبير. بعد تقسيم باكستان، أصبح كويد ميلات زعيمًا لاتحاد مسلمي الاتحاد الهندي. كما شغل منصب عضو في الجمعية التأسيسية للهند التي صاغت دستور الهند.

## في الهند المستقلة
عندما تشكلت باكستان عام 1947، أقام عدد كبير من المسلمين في الهند بدون إقامة دائمة، لذلك قام إسماعيل بإزالة "الأخيلة" من اسم الحزب لهم وغيّرها إلى رابطة مسلمي الاتحاد الهندي عام 1949. عقد مؤتمرها الأول في راجاساسي ماندابام في تشيناي. كان قائد ميلات زعيم حزب الرابطة الإسلامية لفترة طويلة.

## السياسة الهندية
كان زعيما محترما لجميع الأحزاب. إنديرا غاندي، لال بهادور شاستري، ذاكر حسين، إ. دبليو. رع. بيريار، رجاجي، كاماراج، آنا، كان كارونانيدهي علاقات ودية دون تمييز حزبي.
- في عام 1945، أصبح رئيسًا لحزب رابطة تاميل نادو الإسلامية في ولاية تاميل نادو.
- في عام 1948، تم انتخابه رئيسًا لرابطة مسلمي الاتحاد الهندي.
- من عام 1946 إلى عام 1952 كان عضوًا في الهيئة التشريعية القديمة لمقاطعة مدراس وزعيم المعارضة.
- شغل منصب عضو مجلس النواب في دلهي من 1952 إلى 1958.
- في انتخابات 1962 و 1967 و 1971، تنافس في دائرة مانجيري لوك سابها في ولاية كيرالا وذهب إلى البرلمان.
- في انتخابات مجلس ولاية مدراس عام 1967، فازت درافيدا مونيترا كازاغام بالسلطة.

## صناعة
بالإضافة إلى التركيز على السياسة، برزت كايث ميلات أيضًا في الصناعة. سجلت في تصدير وبيع المصنوعات الجلدية واللحوم. أصبح عضوًا في العديد من المنظمات بما في ذلك هيئة ميناء تشيناي، ووزارة التجارة في تشيناي، والمجلس الاستشاري للسكك الحديدية الجنوبية، والمجلس الهندي للبحوث الزراعية، ومجلس التخطيط الصناعي، ومؤسسة الجمارك، وغرفة التجارة والصناعة بجنوب الهند.
من عام 1946 إلى عام 1972 كان رئيسًا لجمعية بائعي اللحوم في ولاية تشيناي. كان رئيسًا للجنة المركزية للمصنوعات الجلدية والجلود ونائب رئيس جمعية تجار الجلود في جنوب الهند. شغل منصب نائب رئيس الرابطة الإسلامية لجنوب الهند لمدة 20 عامًا. أسس شركة تطوير التاميل وكان رئيسها.

## اختفاء
أصيب "قائد الملّة" إسماعيل ساقيب بمرض مفاجئ في 25 آذار 1972. تم قبوله في مستشفى ستانلي، تشيناي. تم علاجه من التهاب القولون التقرحي. 1972 5 ابريل الساعة 1.15 صباحا توفي اسماعيل ساقيب. تم إحضار جثته كلية جديدة في رايابيتا في ذلك الصباح للسماح للجمهور بإبداء احترامهم الأخير. درافيدا كازاغام الرئيس إي. دبليو. رع. بيريار العديد من القادة السياسيين بما في ذلك وفي وقت لاحق، نُقل جثمان إسماعيل صاحب إلى المسجد في بودوكالور. أقيمت الصلاة هناك. ثم غادر موكب الجنازة. قدر عدد الأشخاص الذين شاركوا في الموكب بأكثر من لكح. تم حرق جثة إسماعيل صاحب وفقًا للشعائر الإسلامية في مسجد الولجة في تيروفاليكيني.

## في الذاكرة
بعد زوال كايث ميلات، أعادت حكومة ولاية تاميل نادو تسمية منطقة ناجاباتينام باسم "كايث ميلاث ناجاباتينام يصرف". في وقت لاحق من عام 1996 بعد إزالة أسماء الرؤساء من شركات حافلات الدولة، أعيدت تسمية المناطق باسم منطقة ناجاباتينام. في عام 2003، قامت حكومة ولاية تاميل نادو ببناء قاعة جرس تخليدًا لذكراه. تم تسمية اسم كايث ميلات الآن على اسم العديد من المؤسسات التعليمية في تاميل نادو. كلية كايث ميلات الحكومية للبنات، كلية تشيناي وكايت ميلات للفنون، ميدافاكام، تشيناي هي بعض منهم. تم بناء جسر كايث ميلات في تشيناي تخليدا لذكرى كايث ميلات.

## الاقتباسات
1. ↑  Members Profile (fifth lok sabha) Muhammad Ismail نسخة محفوظة 2016-03-04 على موقع واي باك مشين.
2. ↑  Discussion under Rule 193 Flood situation caused - Parliament of India نسخة محفوظة 2020-10-17 على موقع واي باك مشين.
3. ↑  Name Of The Game Outlook Magazine, 16 July 1997 نسخة محفوظة 2020-06-15 على موقع واي باك مشين.
4. ↑  Opening ceremony of "Kanniya Thendral" Quaid-E-Milleth Mohamed Ismayil Manimandapam. نسخة محفوظة 2020-06-15 على موقع واي باك مشين.
5. ↑  "About Us:Quaid–E–Millath Government College for Women". مؤرشف من الأصل في 2011-05-26. اطلع عليه بتاريخ 2010-10-31.
6. ↑  "University of Madras, Aided Colleges". مؤرشف من الأصل في 2009-02-28. اطلع عليه بتاريخ 2010-10-31.
7. ↑  http://www.thehindu.com/features/metroplus/bridges-of-madras-the-concrete-connect/article4623232.ece نسخة محفوظة 2022-05-06 على موقع واي باك مشين.

## روابط خارجية
- عزيزي كايث ميلات! - بيجدان
- نسخة محفوظة 2010-10-07 على موقع واي باك مشين. الفائز في الانتخابات دون الذهاب إلى دائرة "قايد ميلات" التي حطمت الرقم القياسي في